# Спас-Городец
Спас-Городец — село Ильинского района Ивановской области России, входит в состав Исаевского сельского поселения.

## География
Расположено в 6 км на запад от райцентра посёлка Ильинское-Хованское. На севере примыкает к селу Кулачево.

## История
Каменный одноглавый храм с колокольней существует в селе с 1894 года с двумя престолами: Преображения Господня и Покрова Богородицы, ранее здесь был деревянный храм во имя Спаса Нерукотворного Образа.
В конце XIX — начале XX село входило в состав Щадневской волости Ростовского уезда Ярославской губернии. В 1885 году в селе было 46 дворов.
С 1929 года село входило в состав Кулачевского сельсовета Ильинского района, с 2005 года — в составе Исаевского сельского поселения.

## Население
| 1859 | 1914 | 2010 |
| ---- | ---- | ---- |
| 255  | ↗325 | ↘23  |

## Достопримечательности
В селе расположена действующая Церковь Спаса Преображения (1804).